# Dictya insularis
Dictya insularis är en tvåvingeart som beskrevs av Steyskal 1954. Dictya insularis ingår i släktet Dictya och familjen kärrflugor. Inga underarter finns listade i Catalogue of Life.